# 8-cm-Feldkanone M.99
Die 8-cm-Feldkanone M.99 war eine Feldkanone Österreich-Ungarns, welche im Ersten Weltkrieg zum Einsatz kam.

## Entwicklung
Österreich-Ungarn beobachtete die schnelle Entwicklung und Modernisierung der Artillerie in den Nachbarländern. Das Land verfügte zu dieser Zeit nur über die mittlerweile veraltete 9-cm-Feldkanone M.75/96. Daraufhin begann man umgehend mit einer schnellstmöglichen Entwicklung und Verbesserung der eigenen Artillerie. Die Konstrukteure nutzten alle neuen Konzepte und Verbesserungen und trieben die Entwicklung unter Hochdruck voran. Es wurden Untersuchungen mit verschiedenen hydraulischen Rückstoßsystemen unternommen und die Testphase zog sich bis ins Jahr 1900 hin.
Der Kaiser persönlich beobachtete die Entwicklung. Angesichts der sehr lange dauernden Entwicklung der neuen Feldkanone und der geringen Anzahl an Artillerie ordnete er eine schnellere Entwicklung und Fertigstellung an. Im Ausland verbesserte sich die Artillerie immer schneller, weshalb der Kaiser ein neues Geschütz wollte, selbst wenn es keinen „perfekten Zustand“ hätte. Unter diesem Druck beschloss das Technische Militär Komitee (kurz TMK) den Entwurf einer leichten Feldkanone mit einem Gewicht von einer Tonne. Dies ging jedoch zu Lasten des Kalibers, welches sich von 9 cm auf nun 7,65 cm verringerte. Das neu entstandene Geschütz lief dann unter der militärischen Bezeichnung 8-cm-Feldkanone M.99.
Aufgrund der geforderten schnellen Entwicklung war das „neue“ Geschütz nur eine geringfügige Verbesserung der alten 9-cm-Feldkanone M.75/96. Gegenüber den anderen Nationen wie Deutschland, Frankreich oder Großbritannien blieb Österreich-Ungarn damit technologisch unterlegen.

## Technische Beschreibung
Die 8-cm-Feldkanone M.99 verfügte über ein Geschützrohr aus Stahlbronze nach dem Uchatius-Verfahren. Um die Feuerrate gegenüber den Vorgängern zu erhöhen, wurde ein spezieller Verschluss eingebaut. Das Rohr verfügte über keinen Rückstoß, weshalb sich das gesamte Geschütz beim Feuern nach hinten bewegte.
Die Lafette wurde von der 9-cm-Feldkanone M.75/96 mit geringfügigen Änderungen und Verbesserungen übernommen. Dazu zählten Verbesserungen an der Spatenbremse, welche die Rückstoßkräfte verringerte.

## Einsatz
Zum Einsatz kam das Feldgeschütz nie, da es vorher durch das Erhardt-Schnellfeuergeschütz ersetzt wurde. Die geplante Auslieferung wurde noch während der Produktion abgebrochen, da es durch die neuen Schnellfeuergeschütze komplett veraltet war.

## Verbleib
Eine erhaltene 8-cm-Feldkanone M.99 befindet sich heute im Heeresgeschichtlichen Museum in Wien.